# Claudine Glot
 (juin 2021).
Si vous disposez d'ouvrages ou d'articles de référence ou si vous connaissez des sites web de qualité traitant du thème abordé ici, merci de compléter l'article en donnant les références utiles à sa vérifiabilité et en les liant à la section « Notes et références ».
Pour les articles homonymes, voir Glot.
Œuvres principales
- Fées, elfes, dragons et autres créatures des royaumes de féerie
- Excalibur ou l'aurore du royaume

Claudine Glot, née le 12 mars 1947, est une femme de lettres française, spécialiste de la légende arthurienne, de la mythologie celtique et du patrimoine de Bretagne. Elle fonde la revue Artus en 1979 et cocrée le Centre de l'imaginaire arthurien en 1988 au château de Comper.

## Biographie
Née en Dordogne, Claudine Glot s'intéresse depuis l'enfance à tous les récits légendaires, fabuleux et mythiques.

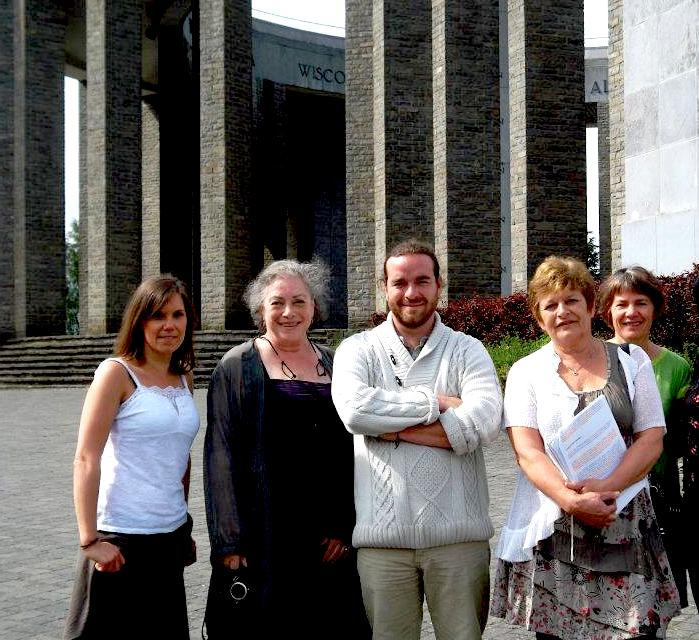
Claudine Glot aux côtés de Nicolas Mezzalira, ancien directeur du Centre de l'Imaginaire Arthurien, et des organisateurs belges du Musée en Piconrue dans le cadre du projet Ardenne-Bretagne.

Elle garde le goût des contes et légendes, étudiant le latin, le grec, puis les lettres modernes, avant de se spécialiser auprès des celtisants Christian-Joseph Guyonvarc'h (Auray, 18 octobre 1926 - Bohars, 9 janvier 2012) et de son épouse Françoise Le Roux (Rennes, 19 décembre 1927 - Rennes, 23 décembre 2004) dans le domaine celtique, à l'époque où il est profondément méconnu. Cette même époque est celle où, par un hasard de circonstance, elle emménage  en Bretagne, près de la forêt de Brocéliande, et découvre les contes locaux. Au début des années 1970, elle vend des journaux bretons et participe à des défilés « avec des cornemuses et des personnes costumées ».
Dès la fin des années 1970, elle suit les travaux des archéologues Pierre Roland Giot et Jacques Briard, des médiévistes Joël Grisward, Claude Lecouteux, Philippe Walter, Anne Berthelot, Jacques Ribard. C’est aussi l’époque où elle entreprend de parcourir les chemins de l'Écosse. Elle y effectue une quinzaine de séjours et publie sur ce pays différents articles ou livres. Ses voyages dans les années 1980, la conduisent aussi en Irlande et au Pays de Galles et à de nombreuses reprises en Cornouailles et dans le Devon où elle se lie d'amitié avec Brian Froud et son épouse Wendy Froud, mais aussi Elizabeth Jane Baldry et de nombreux artistes du Dartmoor.

### RevueArtus
En 1979, elle fonde la revue Artus, une création qui est saluée dans la revue Éléments pour sa contribution au « combat métapolitique ». Elle en assure aussi le secrétariat de rédaction ; selon Yves Plasseraud, la revue met en valeur le celtisme et le néo-paganisme ésotérique dans une perspective ethniciste, à travers des sujets tels que le culte du héros, la recherche d'un « nationalisme sain », le déterminisme biologique, l'anti-républicanisme, et l'éloge des « peuples du Nord-Ouest européen », le tout sur de très belles illustrations de style mythologique.

### Nouvelle droite
Durant les années 1980, Claudine Glot s'est rapprochée de la Nouvelle Droite (ND), un courant antichristianiste ancré à droite voire à l'extrême-droite, notamment à travers ses publications pour la revue Éléments,. Elle participe à trois éditions de cette revue.  
Elle adhère aussi au Groupement de recherche et d'études pour la civilisation européenne (GRECE), pour lequel elle écrit différentes publications. Elle est l'autrice d'une publication dans le numéro spécial du GRECE intitulée Pour un Gramscisme de droite, la docteure en histoire Ingrid Skrede précisant que « la pensée gramscienne était un élément central du fondement idéologique de la ND, et il était donc important de faire partie de l'éditorial ». Cet article avec le titre Renaissance culturelle et destin breton,, est la publication écrite de son intervention en tant que directrice de la revue Artus devant un millier de personnes lors du colloque du GRECE du 29 novembre 1981, sous une banderole annonçant « Voici venu le temps des sociétés de pensée ».  

### Centre de l'imaginaire arthurien
En 1988, elle fonde avec quelques-uns de ses amis, le Centre de l'imaginaire arthurien, hébergé au château de Comper, qu'elle préside depuis sa création. Elle y a pour principales activités la création des scénographies d’exposition, l’écriture des textes des catalogues ; elle intervient également dans des projets d’écriture (écoles, collèges, lycées). Elle a été à l’initiative des visites guidées et contées de la forêt de Brocéliande, des expositions, de conférences sur les thèmes de la forêt, du monde celtique médiéval ainsi que des légendes de la Table ronde, et d’un grand nombre d’animation qui infusent le pays de Brocéliande et ses alentours[réf. nécessaire].
En plus des thèmes liés à la légende arthurienne, Claudine Glot y aborde le conte de fée, les Celtes et la forêt de Brocéliande.

### Activités d'écriture

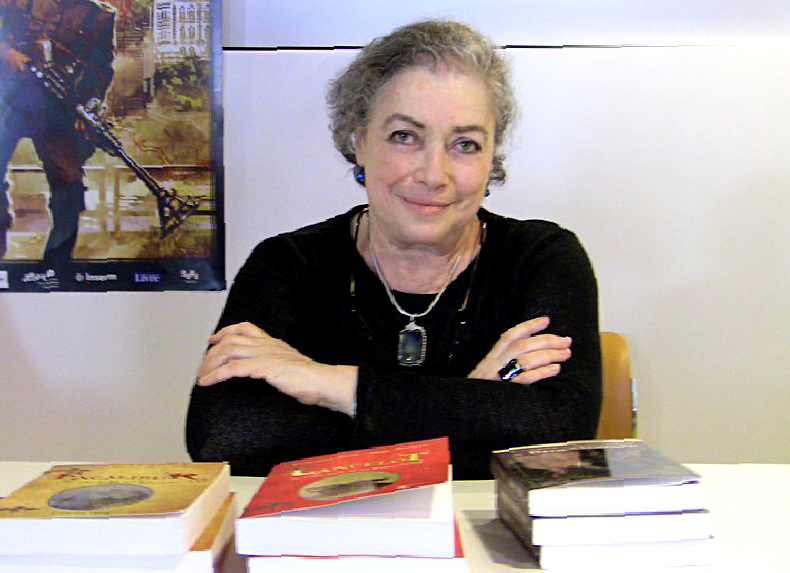
Claudine Glot aux Utopiales de Nantes 2011

Autrice d'une vingtaine d'ouvrages sur l'univers celtique et médiéval, Claudine Glot a commencé par publier des articles sur le sujet dans des magazines tels que GEO ou Grands Reportages. Elle réalise principalement des adaptations destinées aux jeunes lecteurs. Les actes d'un colloque tenu à Metz en 2009 louent sa démarche de réécriture qui « facilite souvent la lecture pour le jeune public, dans la mesure où ils respectent toujours la sensibilité médiévale ».

### Organisation d'expositions

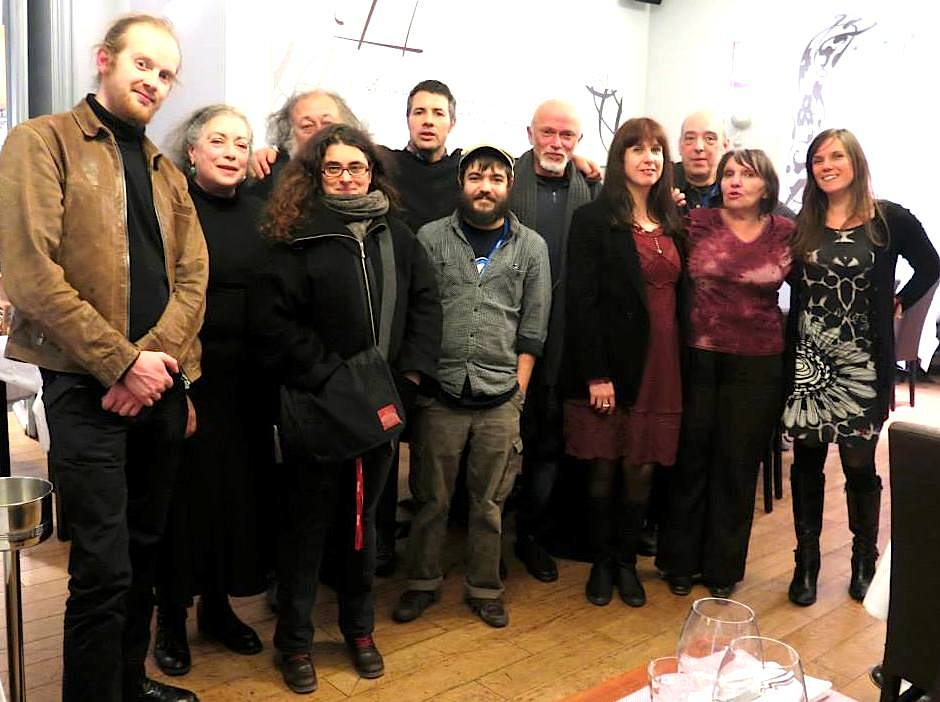
Claudine Glot et la délégation du Centre de l'Imaginaire Arthurien à l'inauguration de la Grande Passerelle de Saint-Malo : Séverine Pineaux, Lawrence Rasson, Pierre Dubois, Brucéro et Pascal Moguérou.

Outre l'organisation de l'exposition thématique annuelle du centre arthurien, Claudine Glot en a organisé deux autres à l'abbaye de Daoulas, l'une sur les créatures légendaires en 1993 (Fées elfes, dragons et autres créatures des royaumes de féerie), l'autre consacrée à l'Europe au temps des Vikings, avec Michel Le Bris.

### Autres activités

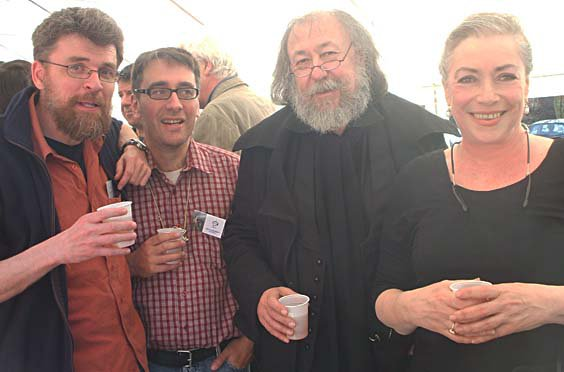
Claudine Glot au Printemps des Légendes de Monthermé en compagnie de Pierre Dubois.

Elle est régulièrement invitée à des festivals consacrés aux légendes ou au Moyen Âge ; ainsi, le 24 avril 2010, elle a remis un prix Oriande d'honneur à Pierre Dubois lors du Printemps des Légendes de Monthermé pour récompenser l'ensemble de son travail en faveur de la féerie. Elle a été invitée d'honneur avec le Centre de l'imaginaire arthurien aux 27e médiévales de Provins.
Claudine Glot est l'une des personnalités interviewées par Christophe Chabert pour le film documentaire Aux Sources de Kaamelott réalisé entre 2006 et 2010 pour accompagner l'intégrale « Les six livres » des DVD de la série télévisée Kaamelott d'Alexandre Astier.

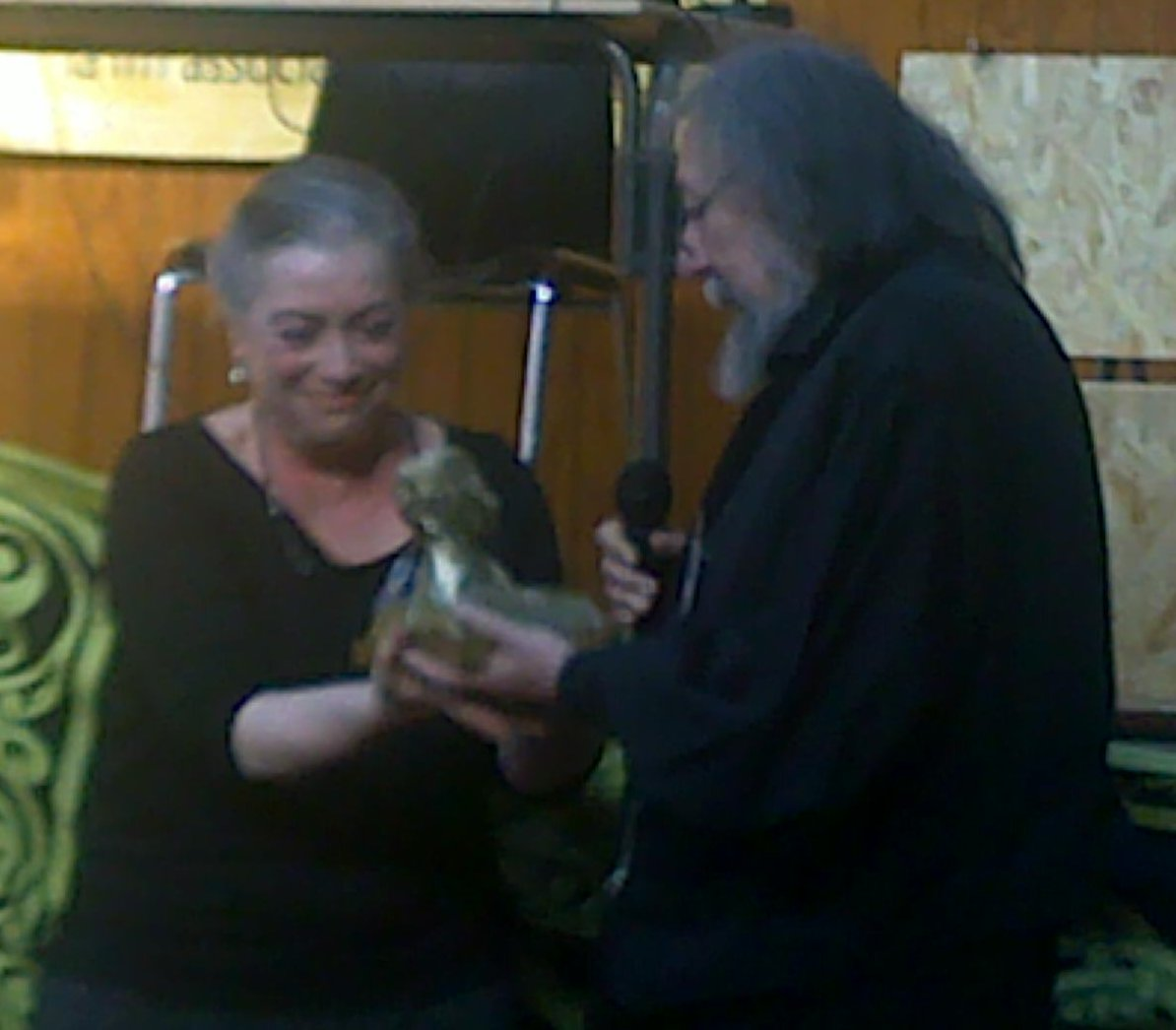
Claudine Glot remet le prix Oriande d'honneur à Pierre Dubois lors du Printemps des Légendes 2010.
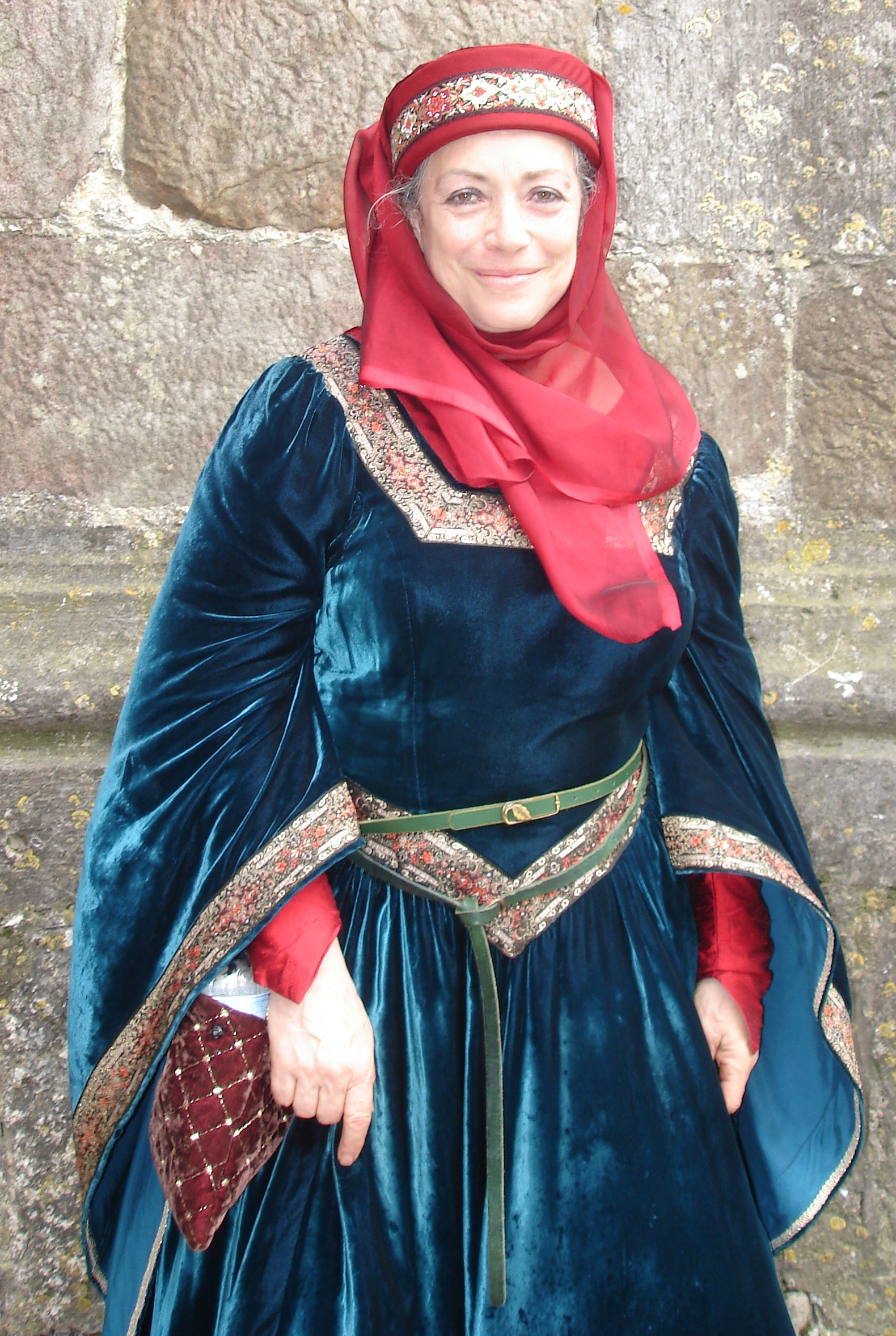
Claudine Glot aux 27e Médiévales de Provins (2010).

### Articles
- « Renaissance culturelle et destin breton ». In : Pour un « Gramscisme de droite », Actes du XVIe colloque national du G.R.E.C.E., Palais des Congrès de Versailles, 29 novembre 1981, Paris, Le Labyrinthe, 1982, p. 53–70 (sommaire en ligne)
- « Patrick Grainville ou le massacre des Saints Innocents ». In : Éléments no 50, « L’argent », GRECE, mars 1984 (sommaire en ligne)

### Ouvrages
- Roi arthur : Les légendes de la table ronde, Coop BreizhÉcrit avec Molly Pelham, Julek Heller.
- Contes et légendes de Brocéliande, Ouest France
- Brocéliande, ApogéeÉcrit avec Hervé Glot.
- Sur les traces du roi Arthur, Gallimard Jeunesse, 2001Écrit avec Philippe Munch. Traduit dans de nombreuses langues dont le grec, l'espagnol, le coréen, le chinois...
- Fées, elfes, dragons et autres créatures des royaumes de féerie, Hoëbeke, 2002Écrit avec Michel Le Bris. Catalogue de l'exposition de l'abbaye de Daoulas
- Le grand livre du roi Arthur, Ouest France, 2003
- L'Europe des Vikings, Hoëbeke, 2004Catalogue de l'exposition de l'abbaye de Daoulas
- Pays celtes : Hauts lieux et chemins secrets, Ouest France, 2004Écrit avec Yvon Boëlle, Hervé Glot.
- Il était une fée... Morgane, Adam Biro, 2004Roman pour enfants
- Il était une fée... Mélusine, Adam Biro, 2004Roman pour enfants
- Il était une fée... Ondine, Adam Biro, 2005Roman pour enfants
- Il était une fée... Viviane, Adam Biro, 2005Roman pour enfants
- Les fées d’Écosse et autres histoires, Le Pré aux clercs, 2007collection Le Cabinet Fantastique
- Carnet de route de la Bretagne féerique, Soleil, 2007Écrit avec Laurent Miny.
- Légendes du roi Arthur, Jack, 2009Écrit avec Yvon Boëlle. Monographie
- Excalibur ou l'aurore du royaume, éditions Le Pré aux clercs, 2009Écrit avec Coécrit avec Marc Nagels.
- Hauts lieux de Brocéliande, Ouest FranceÉcrit avec Yvon Boëlle, Hervé Glot.
- Le Moyen Age est un jeu, Librio, 2010collection Memo
- Lancelot ou l'âge d'or de la table ronde, éditions Le Pré aux clercs, 2010Écrit avec Marc Nagels.
- La Quête du Graal et le destin du royaume, éditions Éditions Le Pré aux clercs, 2011. Co-écrit avec Marc Nagels.
- Il était une fois, Morgane, Viviane, Mélusine, Ondine, Editions Manannan, 2013. Illustrations de Lawrence Rasson.
- Mélusine, fée, femme, dragon, Ouest France, 2013.
- Les fées ont une histoire, Ouest-France, 2014.
- Des sourires et des chats, album de Séverine Pineaux, Au bord des Continents, 2014.
- Raiponce, participation à l'ouvrage de Lawrence Rasson, autoédition, 2015.
- Le guide secret de Brocéliande, Ouest-France, 2015.
- D'Azur au troll d'or dans le recueil Trolls et Légendes, ActuSF, 2015  (ISBN 9782917689851)
- Brocéliande, Éditions Jean-Paul Gisserot, 2015.
- Merlin, ombres et lumière, Ouest-France, 2017.
- Le Graal, Ouest-France, 23 mars 2018.
- L’album secret de Brocéliande, Ouest-France, 9 avril 2021